# Bażanowice (przystanek kolejowy)
Bażanowice – przystanek kolejowy w Bażanowicach, w województwie śląskim, w Polsce. Znajduje się na wysokości 317 m n.p.m.

## Ruch pasażerski
| Rok  | Wymiana pasażerska na dobę |
| ---- | -------------------------- |
| 2017 | –                          |
| 2022 | 0-9                        |

## Historia
Przystanek kolejowy w Bażanowicach został otwarty 10 czerwca 1895 roku. Budowa obiektu została zaplanowana przy drodze z centrum wsi do Dzięgielowa. Wybudowano niewielki ceglany budynek, w którym zlokalizowana została poczekalnia i kasa biletowa. Niedaleko zlokalizowany był przejazd kolejowo-drogowy. Obok niego powstał budynek dróżnika. W okresie międzywojennym zlokalizowano tu punkt początkowy czarnego pieszego szlaku turystycznego na Czantorię Wielką. Po drugiej wojnie światowej peron przeniesiono na drugą stronę przejazdu. W budynku dróżnika obchodowego dawniej była zlokalizowana poczekalnia i kasa biletowa. Około 1983 roku na zachód od pierwotnych zabudowań wybudowano niski peron z nawierzchnią z płyt chodnikowych oraz budynek dworcowy, w którym znajdowała się poczekalnia, kasa biletowa i stanowiska obsługi dwóch przejazdów. Rogatki obsługiwane były ręcznie za pomocą korb. Zostały zlikwidowane około roku 2003 razem z kasą biletową. Po 2005 roku rozpoczęła się dewastacja budynku. Ostatecznie budynek rozebrano w listopadzie 2009 roku i od tej pory przystanek nie posiadał żadnej infrastruktury peronowej. W kwietniu 2020 roku rozebrano nawierzchnie peronów znajdujących się po zachodniej i wschodniej stronie przejazdu kolejowo-drogowego. Od czerwca 2020 roku prowadzono prace przy budowie nowego peronu. We wrześniu 2022 przewozy pasażerskie zostały przywrócone.